# Saviesa convencional
Saviesa convencional (en anglès Conventional wisdom) és un terme emprat per l'economista John Kenneth Galbraith al llibre La societat opulenta (1958) i que designa algunes idees o explicacions que són generalment acceptades com a certes per al públic.
La saviesa convencional pot ser certa o no. Algunes llegendes urbanes, per exemple, podríem classificar-les com a "saviesa convencional". La saviesa convencional suposa un obstacle per a la introducció de noves teories, sovint fins al punt de la negació de nou coneixement per persones amb una fe cega en la saviesa convencional establerta. Aquesta inèrcia és deguda al fet que tendim a associar la veritat amb la conveniència i un cop establerta aquesta associació la mantenim sense revisar-la fins que els esdeveniments sacsegen violentament aquesta "veritat" i descobrim que no s'adapta a la nova realitat.
En paraules de Galbraith:
| « | L'enemic de la saviesa convencional no són les idees sinó la marxa dels esdeveniments. John Kenneth Galbraith, La societat opulenta (1958). | » |

El concepte de saviesa convencional s'aplica també despectivament per referir-se a idees o afirmacions que es repeteixen constantment fins al punt de ser acceptades independentment de si són certes o no.